# Sarah Blasko
Sarah Elizabeth Blaskow, nota come Sarah Blasko (23 settembre 1976), è una cantautrice e musicista australiana.

## Biografia
Originaria di Sydney, ha intrapreso la carriera solista nell'aprile 2002. Precedentemente aveva fatto parte del gruppo Acquiesce, dalla metà degli anni '90 fino al 2001. Si è esibita in questo gruppo anche con il cognome del marito Cameron Semmens, quindi come Sarah Semmens, e poi per un breve periodo con lo pseudonimo Sorija. Nell'ottobre 2004 ha pubblicato il suo primo album da solista, al quale ha partecipato il batterista Joey Waronker. Il secondo album, pubblicato nell'ottobre 2006, ha raggiunto la posizione numero 7 della ARIA Charts e le ha permesso di vincere l'ARIA Music Awards nel 2007 nella categoria "pop". Nel luglio 2009 ha pubblicato As Day Follows Night, prodotto da Bjorn Yttling (Peter Bjorn and John) e registrato a Stoccolma. Vince gli ARIA Awards nel 2009 come miglior artista femminile. Nel 2011 realizza un disco con il gruppo Seeker Lover Keeper (terzo in classifica), del quale fanno parte anche Sally Seltmann e Holly Throsby. Fa seguito I Awake (ottobre 2012), disco registrato anch'esso in Svezia con un'orchestra bulgara.

## Discografia
Album studio
- 2004 - The Overture & the Underscore
- 2006 - What the Sea Wants, the Sea Will Have
- 2009 - As Day Follows Night
- 2012 - I Awake
- 2015 - Eternal Return

Con i Seeker Lover Keeper
- 2011 - Seeker Lover Keeper

Live
- 2010 - Live at the Forum